# Ланьель, Жозеф
Жозеф Ланьель (фр. Joseph Laniel; 12 октября 1889, Вимутьер, департамент Орн — 8 апреля 1975, Париж) — французский государственный и политический деятель Четвёртой Республики консервативного толка. Премьер-министр Франции с 28 июня 1953 по 19 июня 1954 года. Соучредитель Республиканской Партии Свободы (PRL), затем Национального Центра независимых и крестьян (CNIP), его кабинет был свергнут после французского поражения при Дьенбьенфу в Индокитае в 1954 году. Его сменил на посту Пьер Мендес-Франс.

## Министерство Ланьеля, 28 июня 1953 — 19 июня 1954
- Жозеф Ланьель — председатель Совета Министров;
- Анри Кей — вице-председатель Совета Министров;
- Поль Рейно — вице-председатель Совета Министров;
- Пьер-Анри Тежен — вице-председатель Совета Министров;
- Жорж Бидо — министр иностранных дел;
- Рене Плевен — министр национальной обороны и вооружённых сил;
- Леон Мартино-Депла — министр внутренних дел;
- Эдгар Фор — министр финансов и экономических дел;
- Жан-Мари Лувель — министр торговли и промышленность;
- Поль Бэкон — министр труда и социального обеспечения;
- Поль Рибейр — министр юстиции;
- Андре Мари — министр национального образования;
- Андре Мюттер — министра по делам ветеранов и жертв войны;
- Луи Жакино — министр по делам заграничной Франции;
- Жак Шастеллэн — министр общественных работ, транспорта и туризма;
- Поль Косте-Флоре — министр здравоохранения и народонаселения;
- Морис Лемэр — министр восстановления и жилищного строительства;
- Пьер Ферри — министр почт;
- Эдмон Баррашен — министр конституционной реформы;
- Эдуар Корнильон-Молинье — государственный министр.

### Изменения
- 3 июня 1954 — Эдуар Фредерик-Дюпон входит в правительство как министр отношений с государствами-партнерами.